# صحنه‌های داخلی
صحنه‌های داخلی (به انگلیسی: Interiors) یک درام آمریکایی محصول ۱۹۷۸ به نویسندگی و کارگردانی وودی آلن است. در این فیلم کریستین گریفیث، مری بت هرت، ریچارد جردن، دایان کیتن، ای.جی. مارشال، جرالدین پیج، مورین استیپلتون و سم واترستون بازی می‌کنند.